# Petrolisthes coeruleus
Petrolisthes coeruleus — вид ракоподібних родини Porcellanidae. Описаний у 2024 році. До цього вважався кольоровою морфою P. caribensis.

## Назва
Видова назва coeruleus з латини перекладається як «блакитний» і натякає на блакитний відтінок панцира та кінцівок, що є надійною діагностичною ознакою для відмінності цього виду від Petrolisthes caribensis.

## Поширення
Вид поширений на півдні Карибського моря. Типові зразки зібрані на коралових рифах біля узбережжя островів Росаріо (належать Колумбії) та Бокас-дель-Торо (належать Панамі).